# Yi Won
 (décembre 2011).
Titre
Prétendant au trône impérial de Corée
Disputé
Depuis le 16 juillet 2005
(19 ans, 7 mois et 20 jours)
Yi Won, né le 23 septembre 1962 est prétendant au trône impérial et royal de Corée de la période Joseon, depuis le 16 juillet 2005, bien que celui-ci ait été aboli depuis l'annexion du pays par le Japon en 1910.
Il est manager général chez Hyundai. Il est le fils aîné du prince Gap, neuvième fils du prince Yi Kang[réf. nécessaire].
Il étudie à la Sangmun High School (1979-1981), puis à l'Institut de technologie de New York, aux États-Unis. Il est marié et a deux fils, nés en 1998 et en 1999.
Son titre à la succession éventuelle au trône de Corée est contesté par le prince Yi Seok.
Il vit dans un appartement de Wondang, Goyang, Gyeonggi, en Corée.

## Titulature
- depuis le 23 septembre 1962 : Son Altesse impériale Won (Hwangsason)